# Uxbridge (London Underground)

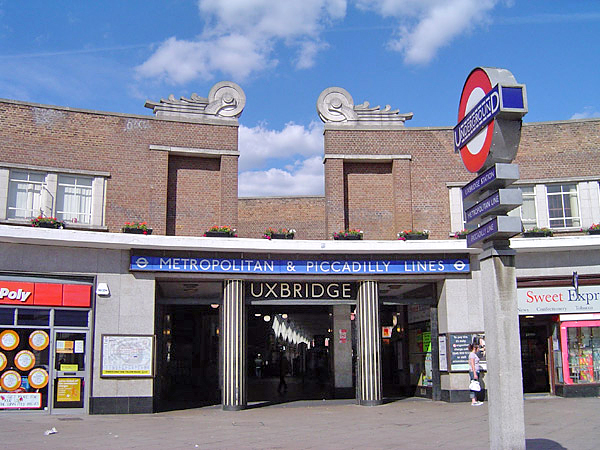
Vorderfront des Stationsgebäudes

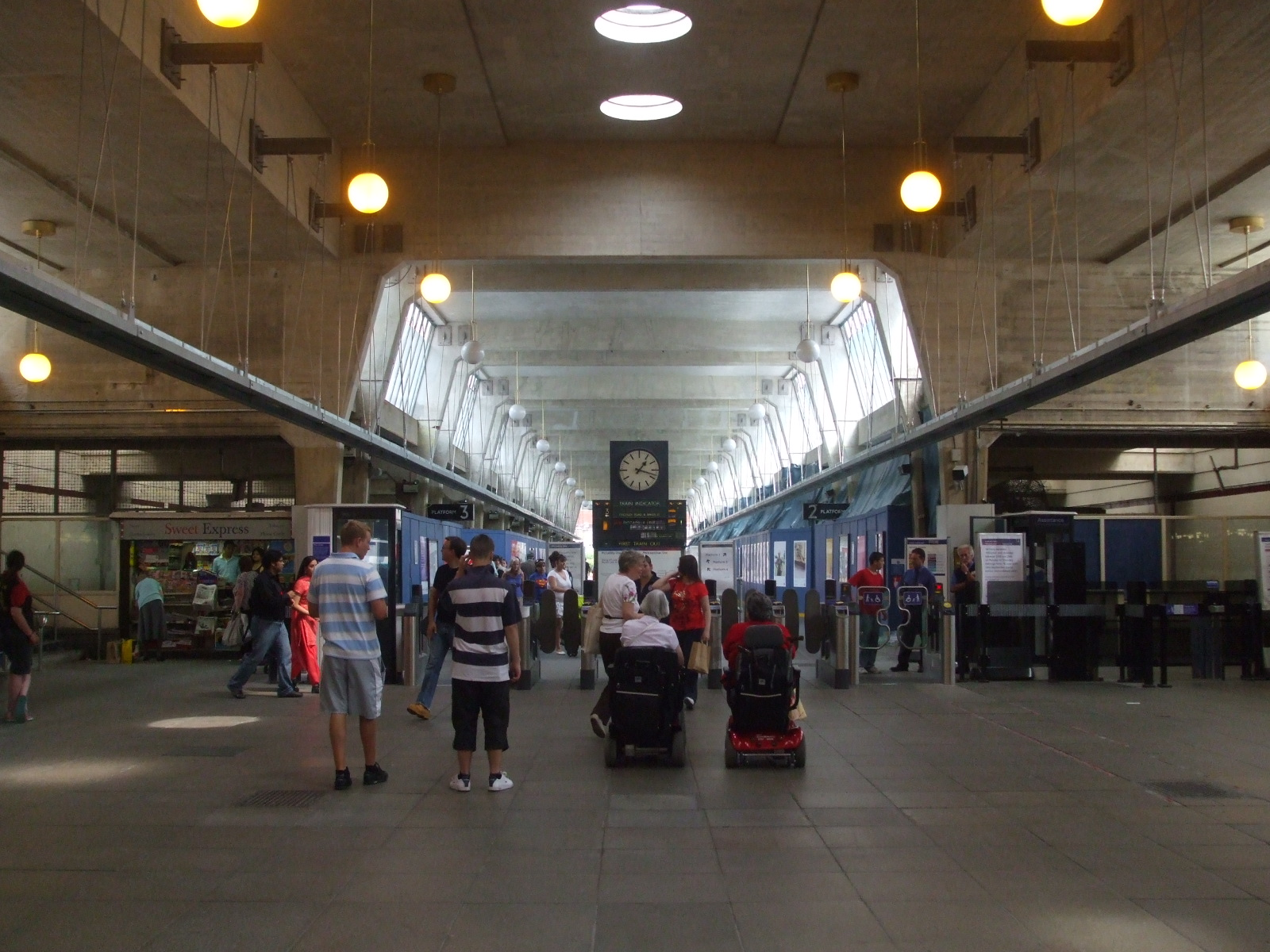
Im Innern der Station

Uxbridge ist eine oberirdische Station der London Underground im Stadtbezirk London Borough of Hillingdon. Sie liegt in der Travelcard-Tarifzone 6, an der High Street im Zentrum des Ortes Uxbridge. Die Station wurde im Jahr 2013 von 7,59 Millionen Fahrgästen genutzt. Sie ist eine von vier westlichen Endstationen der Metropolitan Line und die nordwestliche Endstation der Piccadilly Line.
Am 4. Juli 1904 eröffnete die Metropolitan Railway (Vorgängergesellschaft der Metropolitan Line) die Strecke zwischen Harrow-on-the-Hill und Uxbridge. Die Züge fuhren zunächst mit Dampflokomotiven, doch bereits ein halbes Jahr später wurde der elektrische Betrieb aufgenommen. Ab 1. März 1910 fuhren auch Züge der Metropolitan District Railway (heutige District Line) nach Uxbridge; solche der Piccadilly Line lösten diese am 23. Oktober 1933 ab.
Die erste Station lag rund 250 Meter nordöstlich des heutigen Standorts an der Belmont Road. Aus diesem Grund beschlossen die Verantwortlichen von London Underground, sie an einen günstiger gelegenen Standort im Zentrum von Uxbridge zu verlegen. Das neue, von Charles Holden entworfene Stationsgebäude an der High Street wurde am 4. Dezember 1938 im Stil des Art déco eröffnet. Die Vorderfront des aus roten Ziegelsteinen errichteten Gebäudes wird von zwei Statuen des Künstlers Joseph Armitage flankiert, die stilisierte Flügelräder darstellen. Ein hohes Betondach mit Obergaden überspannt die Gleise, die Glasmalereien stammen von Ervin Bossányi. Seit 1983 steht das neue Stationsgebäude unter Denkmalschutz (Grade II). Das alte Stationsgebäude an der Belmont Road diente mehrere Jahrzehnte als Lebensmittelladen und wurde schließlich 1985 abgerissen. Heute befindet sich dort der Parkplatz eines Supermarktes.